# Solanum gertii
Solanum gertii är en potatisväxtart som beskrevs av Sandra Diane Knapp. Solanum gertii ingår i släktet skattor som ingår i familjen potatisväxter. Inga underarter finns listade i Catalogue of Life.